# Tabanus kermani
Tabanus kermani är en tvåvingeart som beskrevs av Abbassian-lintzen 1961. Tabanus kermani ingår i släktet Tabanus och familjen bromsar.
Artens utbredningsområde är Iran. Inga underarter finns listade i Catalogue of Life.